# Liste persischer Erfinder und Entdecker

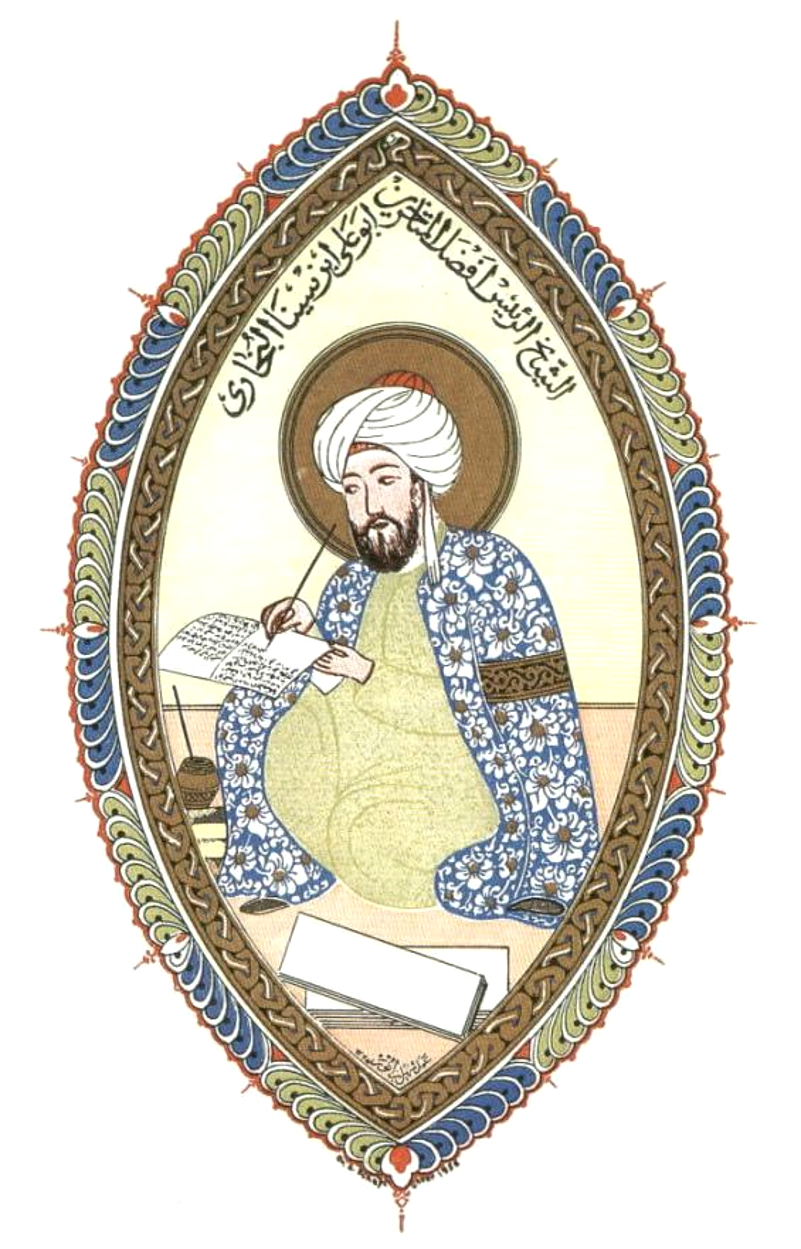
Avicenna

Die Liste persischer Erfinder und Entdecker ist eine Liste von persischen Erfindern und Entdeckern des Mittelalters. Die Zuordnung zu „persisch“ erfolgt nach der Zuordnung der Person zu der Kategorie:Perser. Die Listung erfolgt in alphabetischer Reihenfolge des Familiennamens.

## A
- Athīr al-Dīn al-Abharī: Mathematiker und Astronom
- Bahāʾ al-dīn al-ʿĀmilī: Astronom, Architekt und Mathematiker; er nahm vor Kopernikus an, dass sich die Erde und die Planeten im Sonnensystem bewegen
- Muhammad ibn Mahmud Amuli: Physiker
- Albumasar: Mathematiker, Astronom und Astrologe; erstellte Horoskope
- Alhazen (Abu Ali al-Hasan ibn al-Haitham): persischer/arabischer Universalgelehrter; Erfinder der Lupe (umstritten)
- Aqsara'i: persischer/türkischer Arzt; Arbeiten und Kommentare über Medizin in seinem Buch namens Hall al-Mujiz
- Muqim Arzani: Arzt
- Muhammad Ali Astarabadi: Arzt
- Māschā'allāh ibn Atharī: Astronom und Astrologe; er verfasste zahlreiche astrologische Werke, in denen er Konzepte der griechischen Astrologie, Astronomie und Philosophie aufnahm
- Zayn-e-Attar: Arzt
- Avicenna (Abū Alī al-Husain ibn Abdullāh ibn Sīnā): Universalgelehrter; „Vater“ der Medizin

## B

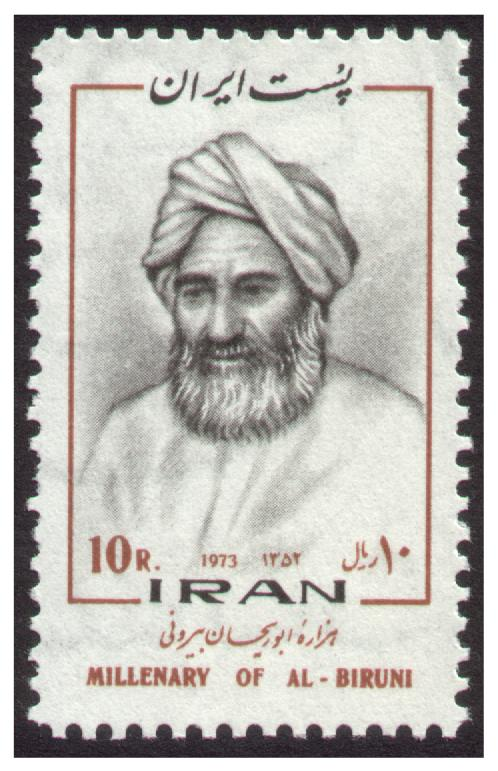
al-Bīrūnī (Iranische Briefmarke, 1973)

- Abū Zaid al-Balchī: Universalgelehrter; erstellte verschiedene Landkarten
- al-Birdschandi Arzt, Astronom und Mathematiker; legte Strukturen über das Kosmos fest, mathematische Arbeiten
- al-Bīrūnī; Universalgelehrter; erstes Pyknometer, Illustration einer Mondfinsternis aus seinem Buch namens Kitab at-Tafhim, Zeichnung eines Kompass, Bestimmung von geografischen Längen
- Bochtischu: Ärztefamilie
- Abdollah ibn Bochtischu: Arzt
- Dschabril ibn Bochtischu: Arzt
- Yuhanna ibn Bochtischu: Arzt
- Burzoe: Arzt und Staatsmann; Erfinder des Spiels Backgammon (umstritten)

## C
- Ibn Chordadhbeh: Generalpostmeister; Erstellte ein Routenbuch
- Abu Mahmud al-Chudschandi: Mathematiker und Astronom; Sextant
- al-Chwarizmi: Universalgelehrter; „Vater“ der Algebra

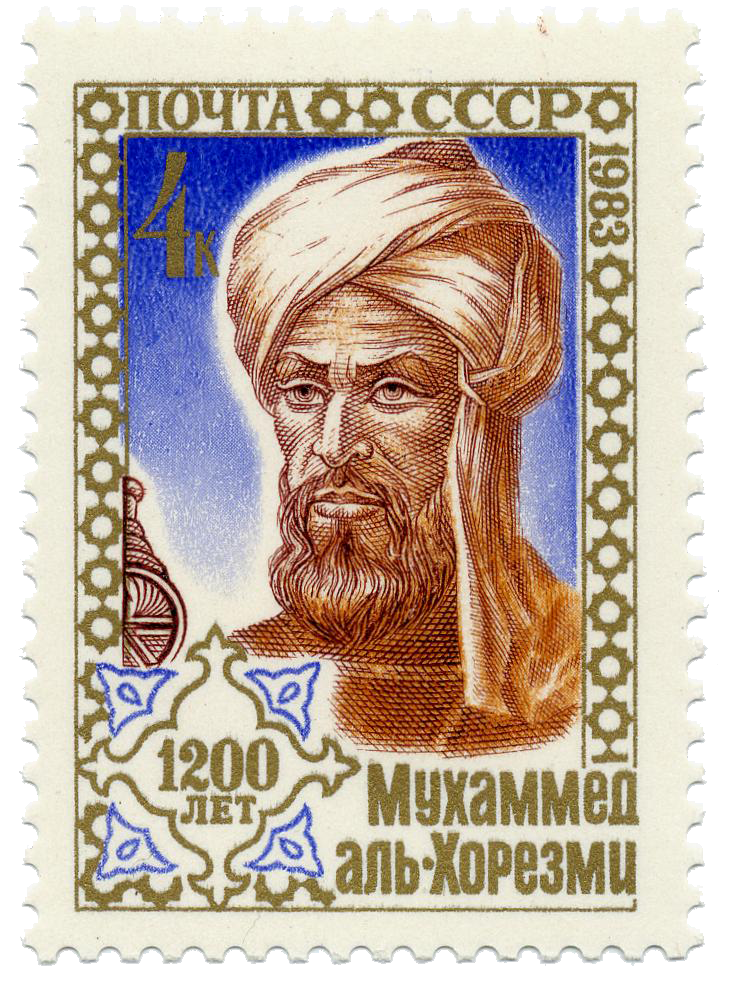
Abbildung von al-Chwarizmi auf einer Briefmarke der Sowjetunion zu seinem 1200. Geburtstag

## D
- Raschīd ad-Dīn: Arzt
- Aḥmad ibn ‘Imād al-Dīn: Alchemist und Physiker; beschrieb verschiedene chemische Reaktionen in seinem Buch namens Fi sina‘at al-iksir
- Abu Ubaid Abd al-Wahid al-Dschuzdschani: Arzt; Schüler von Avicenna

## E
- Abubakr Esfarayeni: Arzt

## F
- Al-Fārābī: persischer/türkischer Universalgelehrter; beschrieb Musikinstrumente wie das zitherähnliche Saiteninstrument namens šāh-rūd und eine Langhalslaute namens ṭunbūr al-baghdādī um 900 n. Chr.
- al-Farghani: Astronom; Berechnung des Erdumfangs
- Kamāl al-Dīn al-Fārisī: Gelehrter; Erfinder einer Camera obscura, Erkenntnisse in Mathematik, Arithmetik und weiteren Bereichen in seinem Manuskript namens Tanqih al-Manazir
- Ahmad ibn Farroch: Arzt
- Ibrahim al-Fazari: Philosoph, Mathematiker, Astronom und Astrologe; er war der Vater und Lehrer von Muhammad al-Fazari
- Muhammad al-Fazari: Philosoph, Mathematiker, Astronom und Astrologe; der Legende nach soll er das Astrolabium eingeführt haben.

## G
- Abu Said Gardizi: Geograph
- al-Ghazālī: Gelehrter; Arbeiten in Logik und Metaphysik
- Hakim-e-Gilani: Arzt
- Kuschyar Gilani: Mathematiker, Astronom und Geograph; Erkenntnisse in Trigonometrie
- Abu Said Gorgani: Mathematiker und Astronom; Arbeiten an Meridian (Geographie)
- Zayn al-Din Gorgani: Arzt

## H
- Abolfadl Harawi: Astronom
- Muhammad ibn Yusuf al-Harawi: Arzt
- Soleiman ibn Hasan: Arzt

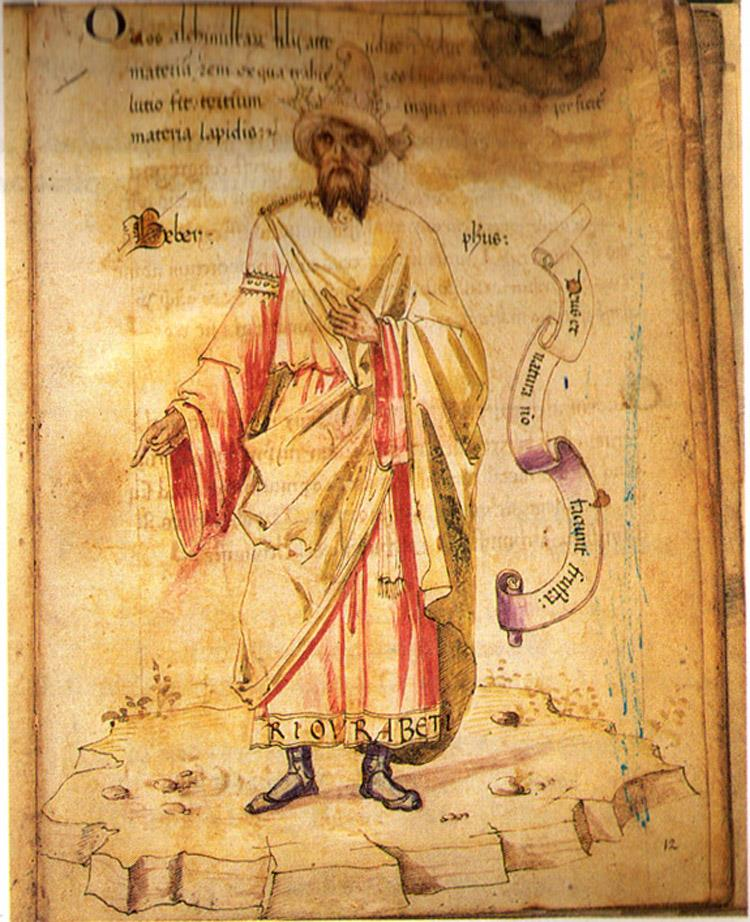
Darstellung von ibn Hayyan in einer lateinischen alchemistischen Sammelhandschrift des 15. Jh., Ashb. 1166, Biblioteca Medicea Laurenziana, Florenz

- Dschābir ibn Hayyān: Alchemist; entdeckte die Schwefelsäure und die chemischen Elemente Antimon und Bismut

## I
- Ali ibn Yusuf al-Ilaqi: Arzt; Avicennas Schüler
- Mansur ibn Ilyas: Physiologe; Arbeiten und Zeichnungen über die Anatomie
- Abu al-Abbas Iranschahri: Universalgelehrter; er war der Lehrer von Rhazes
- Abalphat von Isfahan: Mathematiker; Arbeiten über Kegelschnitte („Konika“)
- Husayni Isfahani: Arzt; Abhandlungen über Meteorologie, Mineralien, Botanik und Anatomie
- Al-Istachrī: Kartograph; Karte über den persischen Golf, weitere verschiedene Landkarten und eine Weltkarte

## J
- Dschaghmini: Arzt und Astronom
- al-Dschaldaki: Alchemist

## K
- Muhammad al-Karadschi: Mathematiker; er begründete die Lehre der quadratischen Gleichungen
- Dschamschid Masʿud al-Kaschi: Arzt, Mathematiker und Astronom; Bau von einer Art Analogcomputer, Berechnungen von Sinus und Kosinus
- Sadid al-Din al-Kazaruni: Arzt
- Muhammad Aqa-Kermani (Aqkirmani): Gelehrter; Arbeiten an Zahnmedizin
- Burha-ud-Din Kermani: Arzt
- Omar Chayyām: Astronom; Lösung kubischer Gleichungen, Anordnung der Binomialkoeffizienten, Erstellung eines Sonnenkalenders
- al-Chaseb (Albubather): Arzt; sein Werk würde 1218 n. Chr. unter dem Namen De nativitatibus ins Lateinische übersetzt
- Abū Dscha'far al-Chāzin: Astronom und Mathematiker; Arbeiten an Nummerntheorien
- Sultan Ali Chorasani: Arzt

## M
- 'Ali ibn al-'Abbas al-Madschusi: Physiologe und Psychologe; ein Buch über die Medizin mit verschiedenen Erkenntnissen, die bis heute wirken namens Kitāb Kāmil aṣ-Ṣināʿa aṭ-Ṭibbiyya
- Abu Nasr Mansur: Mathematiker; Arbeiten am Sinussatz
- Habasch al-Hasib al-Marwazi: Mathematiker, Astronom und Geograph; er schrieb zwei astronomische Handbücher
- Yuhanna ibn Masawaih: Arzt; Sammlung von 132 Aphorismen, die die Abhängigkeit der körperlichen von der seelischen Verfassung betont
- Abu Sahl 'Isa ibn Yahya al-Masihi: Arzt, er war der Lehrer von Avicenna
- Muvaffak: Arzt; er unterschied zwischen Natriumcarbonat und Kaliumcarbonat, und schien einiges Wissen über Arsen(III)-oxid, Kupfer(II)-oxid, Kieselsäure und Antimon zu haben. Er kannte ferner die toxikologische Wirkung von Kupfer und Blei-Verbindungen, die enthaarende Wirkung von Calciumoxid sowie die Zusammensetzung von Gips und dessen chirurgischen Gebrauch
- Banū Mūsā Brüder: Universalgelehrte; Selbstregulierende Lampe, Messung ebener und sphärischer Figuren, Längenbestimmungen von Mondfinsternisse.

## N
- al-Nagawri: Arzt
- Ahmad Nahavandi: Astronom
- an-Nairizi: Mathematiker und Astronom; schrieb eine Abhandlung über die Bestimmung der Stundenlinien in einer sphärischen Sonnenuhr, verschiedene Schriften über Mathematik
- Nachschabi: Arzt
- Alī ibn Ahmad al-Nasawī: Mathematiker; schrieb Bücher über Bruchrechnen und Kubikwurzeln
- Abu al-Qasim al-Habib Neischapuri: Arzt
- Nurbachschi: Arzt

## Q
- Zakariya Qazwini: Arzt, Astronom, Geograf und früher Science-Fiction-Autor; er schrieb prä-Science-Fiction-Märchen
- Abu Sahl al-Quhi: Astronom und Mathematiker; Arbeiten in der Geometrie, Abhandlung über das Astrolabium
- Qumri: Arzt
- ʿAlāʾ ad-Dīn ʿAlī ibn Muhammad al-Quschdschī: persischer/türkischer Astronom, Mathematiker und Theologe; verschiedenste Werke in Astronomie, Mathematik, Mechanik und Linguistik

## R

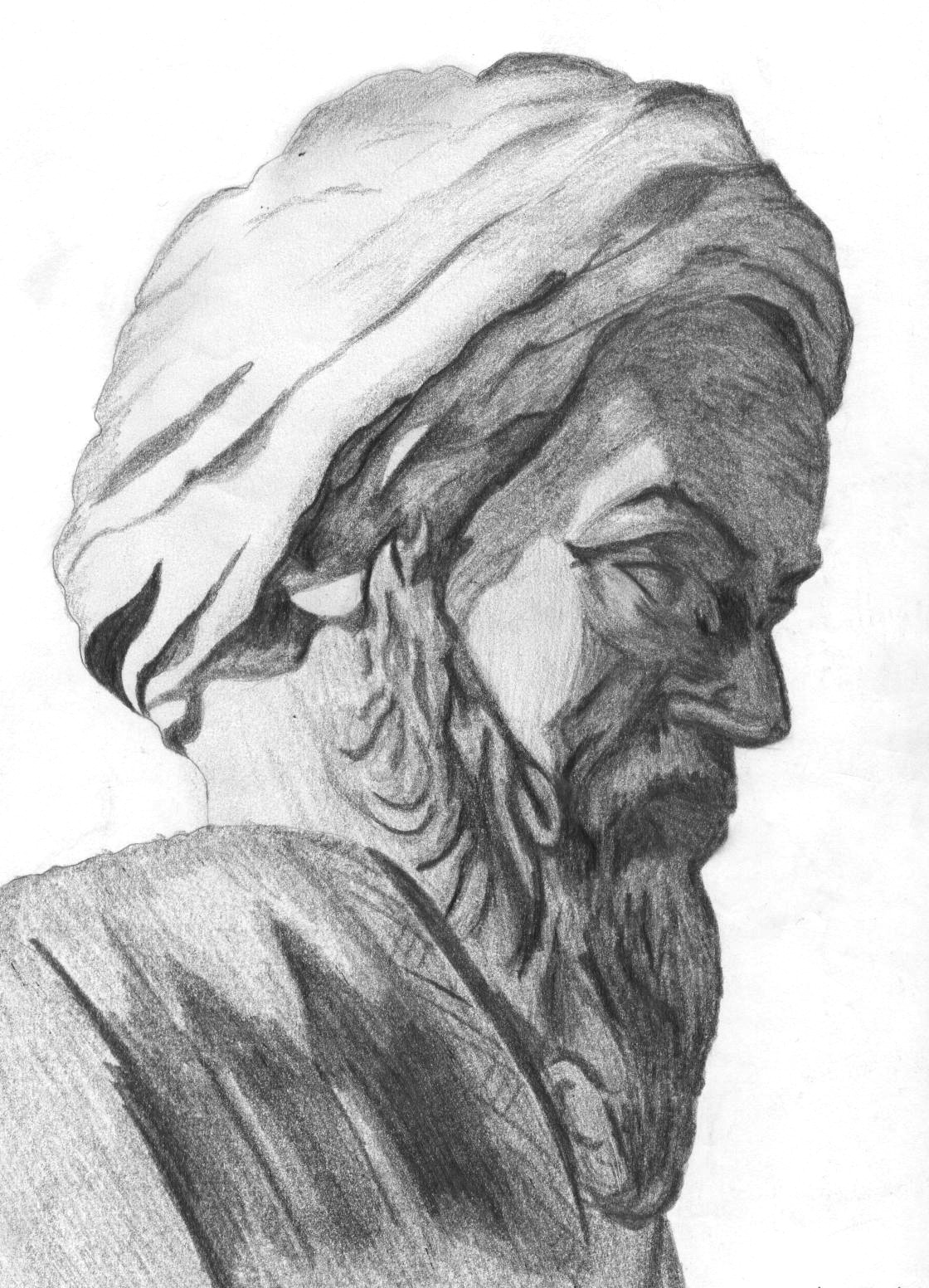
Rhases

- Abu Bakr Muhammad ibn Zakariya ar-Razi (Rhases): Arzt, Naturwissenschaftler, Philosoph und Alchemist; erfand die Destillation und Extraktionsmethode, entdeckte den Alkohol, unterschied als erster zwischen Pocken und Masern, kannte Gipsverbände zur Heilung von Knochenbrüchen, beschrieb in verschiedenen Bereichen wichtige Erkenntnisse in Wissenschaft, darunter unter anderen eine Methode der Leichenkonservierung und auch Wissen in der Metaphysik, der Erkenntnislehre und der Ethik
- Ahmad ibn Rustah: Astronom und Geograph; erstellte ein Kompendium über seine Reisen

## S
- Ibn Abi Sadiq: Arzt; wurde durch seine Arbeiten und Kommentare von den Gelehrten seiner Zeit und auch später als "der zweite Hippokrates" genannt
- al-Saghani: Astronom; stellte verschiedene astronomische Instrumente her
- Schapur ibn Sahl: Mediziner
- Nadschib ad-Din-e-Samarqandi: Arzt
- Schams ad-Dīn as-Samarqandī: Mathematiker und Astronom
- Abu'l-Faradsch as-Sidschzi: Mathematiker und Astronom
- al-Schahrazuri: Arzt
- Alavi Schirazi: Arzt
- Imad al-Din Mahmud ibn Mas‘ud Schirazi: Arzt; er schrieb einige Bücher über Verwendung und Wirkung von Opium
- al-Churasani al-Schirazi: Arzt

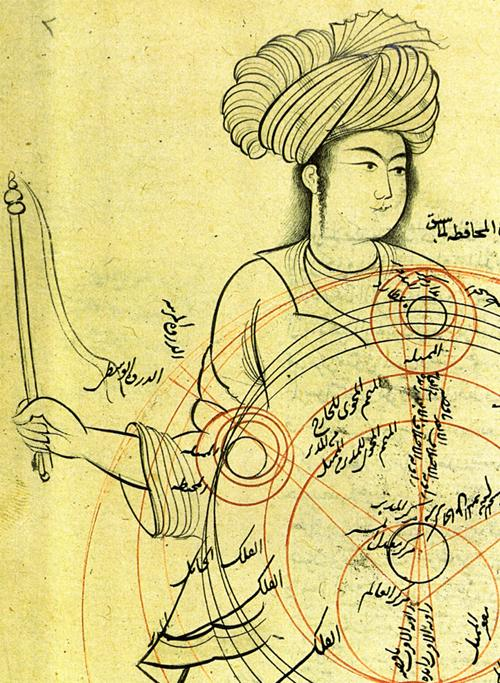
Epizyklenmodell der Planeten aus mittelalterlichem Manuskript des Qutb ad-Din Schirazi

- Qutb ad-Din asch-Schirazi: Wissenschaftler; Abhandlungen über die Planetenbewegung (verbessertes Epizyklenmodell), mathematisch elementare Zykloidengeometrie
- Mahmud ibn Ilyas Schirazi: Arzt
- Nadschm al-Din Mahmud ibn Ilyas al-Schirazi: Arzt
- Qurayschi al-Schirazi Arzt
- Sidschzi: Astronom und Mathematiker; stellte eine Abschrift in Mathematik über die Dreiteilung des Winkels auf
- Mas‘ud ibn Muhammad Sidschzi: Mathematiker
- Abd ar-Rahman as-Sufi (Azophi): Astronom; schrieb ein Buch über die bekannten Sternbilder mit Sternnamen und Helligkeiten, erwähnte vor Ferdinand Magellan die Magellansche Wolke

## T
- Abul Hasan al-Tabari: Arzt
- ʿAlī ibn Sahl Rabban at-Tabarī: Arzt
- Maqsud-Ali Tabrizi: Arzt
- Yaqūb ibn Tāriq: Mathematiker und Astronom; verschiedene Bücher über Mathematik und Astronomie
- Omar Tiberiades: Astronom
- al-Tughrai: Arzt
- Tunakabuni: Arzt
- Sharaf al-Din al-Tusi: Mathematiker und Astronom; erfand ein Stab-Astrolabium, in seinen Schriften findet sich auch schon das Horner-Schema zur Nullstellenberechnung kubischer Polynome
- Nasīr ad-Dīn at-Tūsī: Theologe, Mathematiker, Astronom, Philosoph und Forscher; der erste, der die Trigonometrie als einen unabhängigen Bereich der Mathematik angesehen hat (Arbeiten über Parallelenaxiom), Festlegung von Position der Sterne und Planeten, die später auch als Quelle für Nikolaus Kopernikus dienten

## V
- Amin al-Din Raschid al-Din Vatvat: Arzt

## W
- Abu l-Wafa: Mathematiker und Astronom; trigonometrische Entdeckungen (erster Gebrauch der Tangensfunktion)

## Y
- Muhammad Baqir Yazdi: Mathematiker; er gab die befreundeten Zahlen um 1600 an
- Nazif ibn Yumn: Mathematiker; übersetzte Bücher und fügte eigene Kommentare zur Mathematik hinzu